# ファイズ・カリード
ファイズ・カリード（Faiz bin Khaleed、1980年9月15日-）はクアラルンプール出身のマレーシア軍の従軍歯科医である。2006年9月、アンカサワン計画の一環として、スターシティで訓練を行う2人の最終候補者の1人に選ばれた。もう1人はシェイク・ムザファ・シュコアだった。
ファイズはクアラルンプールのセント・ジョーンズインスティテューションで初等教育を受けた。
2007年10月、シェイク・ムザファ・シュコアは第16次長期滞在の乗組員とともにソユーズTMA-11で国際宇宙ステーションを訪れた。ファイズはバックアップを務めた。
ファイズはマレーシアが2人目を宇宙に送ることを決定すれば、宇宙を訪れる予定である。
2007年10月22日、ファイズはマレーシア軍の少佐に昇進した。